# Аллен, Дэвид (художник)
Дэвид А́ллен (фр. David Allan; 13 февраля 1744, Аллоа — 6 августа 1796, Эдинбург) — английский исторический живописец, прозванный «шотландским Хогартом».

## Биография и творчество
Был определён в глазговскую академию живописи, открытую братьями Робертом и Андреем Фаули (Foulis). Вернувшись в дом отца, жившего на земле лорда Эрскина, нашёл в лице землевладельца покровителя, на пособие которого отправился летом 1764 года в Рим, где пробыл лет 13 и составил себе репутацию. В Рим он явился с рекомендательным письмом к соотечественнику, живописцу Гэвину Гамильтону (Gavin Hamilton, 1723—1798); при его посредстве стал заниматься в академии св. Луки и скоро получил за лучший рисунок серебряную медаль, а за лучшую историческую композицию на тему «Изобретение живописи» — золотую. В последние годы жизни он жил во главе Диксонс Клоуз на Королевской Миле к востоку от Трон-Кирка.
Для своих покровителей написал «Блудного сына» — для лорда Каткарта, «Геркулеса и Омфалу» — для Эрскина.
Написал также:
- «Открытие карнавала»,
- «Римская вежливость с иностранцами»,
- «Конский бег»,
- «Торжественное шествие победителя».

Иллюстрировал сочинение Аллена Рамсея (Allan Ramsay, 1685—1758) «Gentle Shepherd» (1788), где изображал домашний быт родной Шотландии. Женился на дочери госпожи Шерли Уэлш (Welsh), с которой имел дочь и сына.
Последующие картины:
- «Бегство королевы Марии Стюарт из замка Лох-Левен»,
- «Танцы на горе»,
- «Шотландская свадьба» и др.